# Bachmühle (Lichtenau)
Bachmühle (fränkisch: Booch-mil) ist ein Gemeindeteil des Marktes Lichtenau im Landkreis Ansbach (Mittelfranken, Bayern). Bachmühle liegt in der Gemarkung Schlauersbach.

## Geografie
Die Einöde liegt am Ziegendorfer Bach, einem linken Zufluss der Fränkischen Rezat. Der Ort ist eingebettet zwischen Hackerleite und Sandleite, in der Nähe befindet sich der Neuendettelsauer Wald mit seiner höchsten Erhebung von (457 m ü. NHN). Eine Gemeindeverbindungsstraße führt nach Ziegendorf (1,3 km nördlich) bzw. nach Schlauersbach zur Staatsstraße 2223 (0,8 km südlich).

## Geschichte
Um 1710/15 wurde Bachmühle gegründet. Erstmals schriftlich erwähnt wurde der Ort 1718 als „die neue Mühl hinter dem Dorf“. 1741 hieß sie „Hinder-Mühl“ und seit 1820 „Bachmühle“.
Gegen Ende des 18. Jahrhunderts gehörte die Bachmühle zur Realgemeinde Schlauersbach. Die Mühle hatte das brandenburgisch-ansbachische Kastenamt Windsbach als Grundherrn. Unter der preußischen Verwaltung (1792–1806) des Fürstentums Ansbach erhielt die Bachmühle bei der Vergabe der Hausnummern die Nr. 17 des Ortes Schlauersbach. Von 1797 bis 1808 unterstand der Ort dem Justiz- und Kammeramt Windsbach.
Im Rahmen des Gemeindeedikts wurde Bachmühle dem 1808 gebildeten Steuerdistrikt Immeldorf und der 1810 gegründeten Ruralgemeinde Immeldorf zugeordnet. Mit dem Zweiten Gemeindeedikt (1818) wurde Bachmühle in die neu gebildete Ruralgemeinde Schlauersbach umgemeindet. Am 1. April 1971 wurde diese im Zuge der Gebietsreform in Bayern in den Markt Lichtenau eingegliedert.
Die ursprüngliche Mühle ist nicht erhalten geblieben.

### Einwohnerentwicklung
| Jahr      | 001818 | 001840 | 001861 | 001871 | 001885 | 001900 | 001925 | 001950 | 001961 | 001970 | 001987 |
| Einwohner |        | 9      | 5      | 7      | 5      | 7      | 9      | 12     | 5      | 4      | 5      |
| Häuser    | 1      | 1      |        |        | 1      | 1      | 1      | 1      | 1      |        | 1      |
| Quelle    | [ 12 ] | [ 13 ] | [ 14 ] | [ 15 ] | [ 16 ] | [ 17 ] | [ 18 ] | [ 19 ] | [ 20 ] | [ 21 ] | [ 1 ]  |

## Religion
Der Ort ist evangelisch-lutherisch geprägt und war ursprünglich nach St. Peter (Petersaurach) gepfarrt, seit 1812 ist die Pfarrei St. Georg (Immeldorf) zuständig. Die Einwohner römisch-katholischer Konfession sind nach St. Johannes (Lichtenau) gepfarrt.

## Bilder

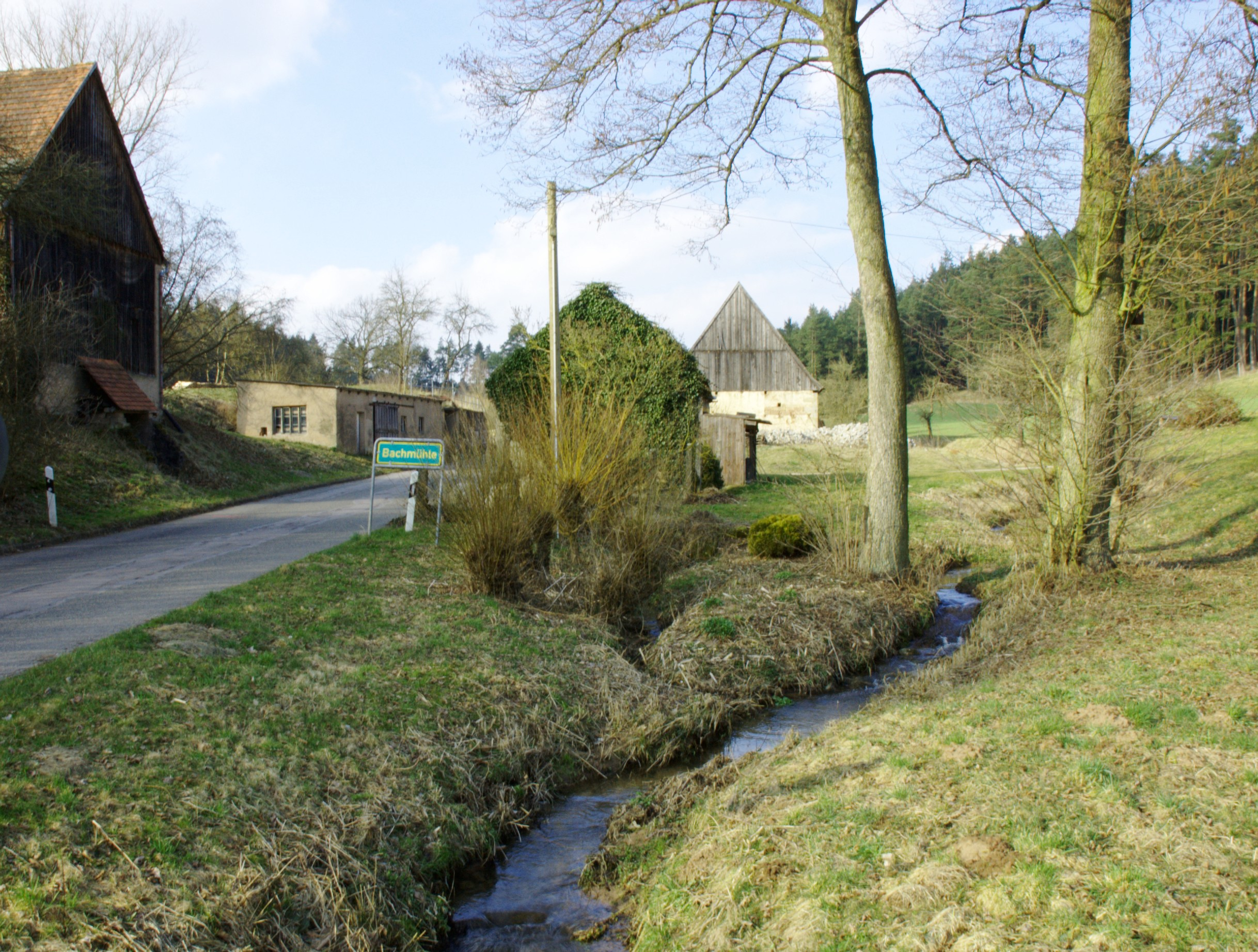
Ziegendorfer Bach
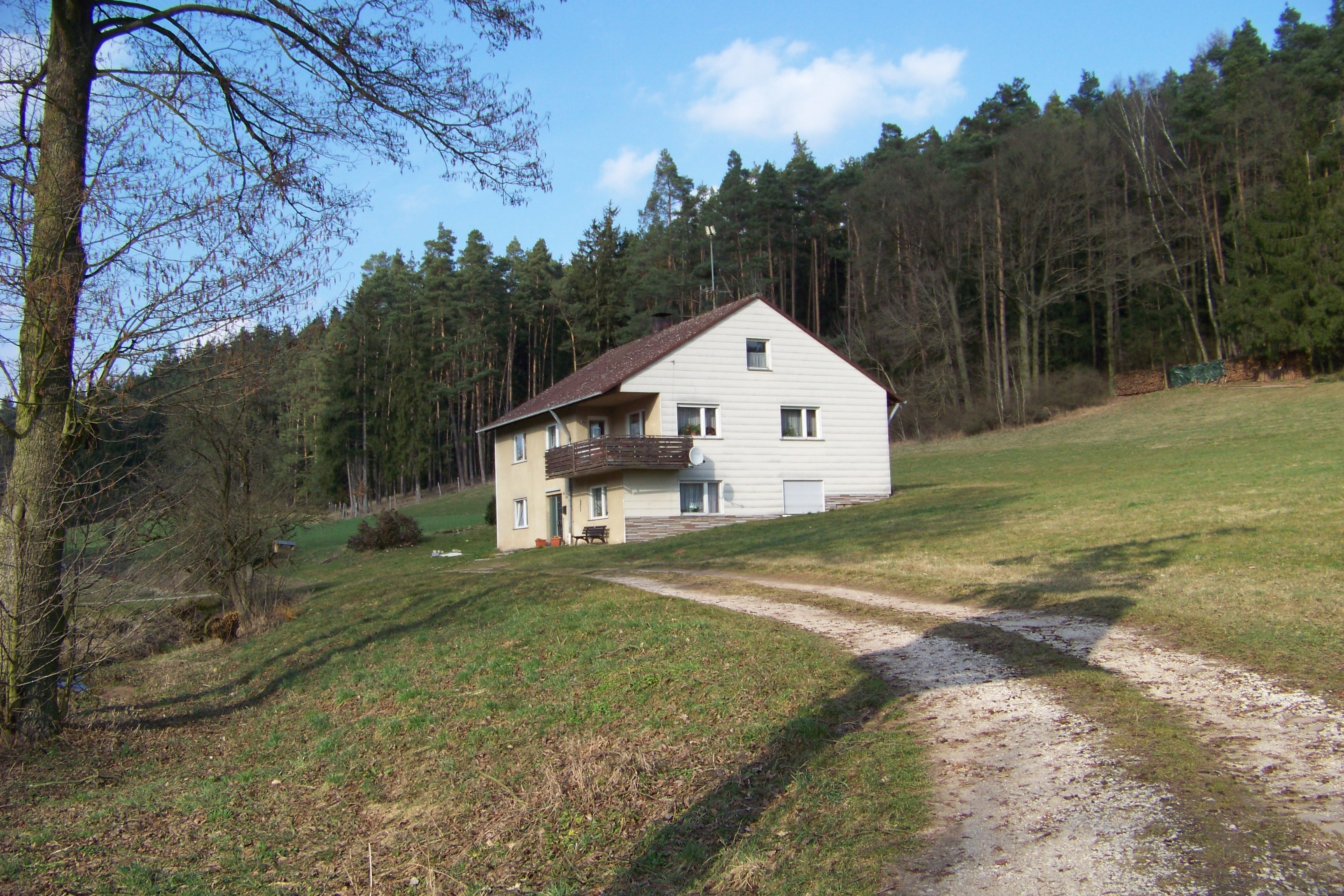
Wohnhaus
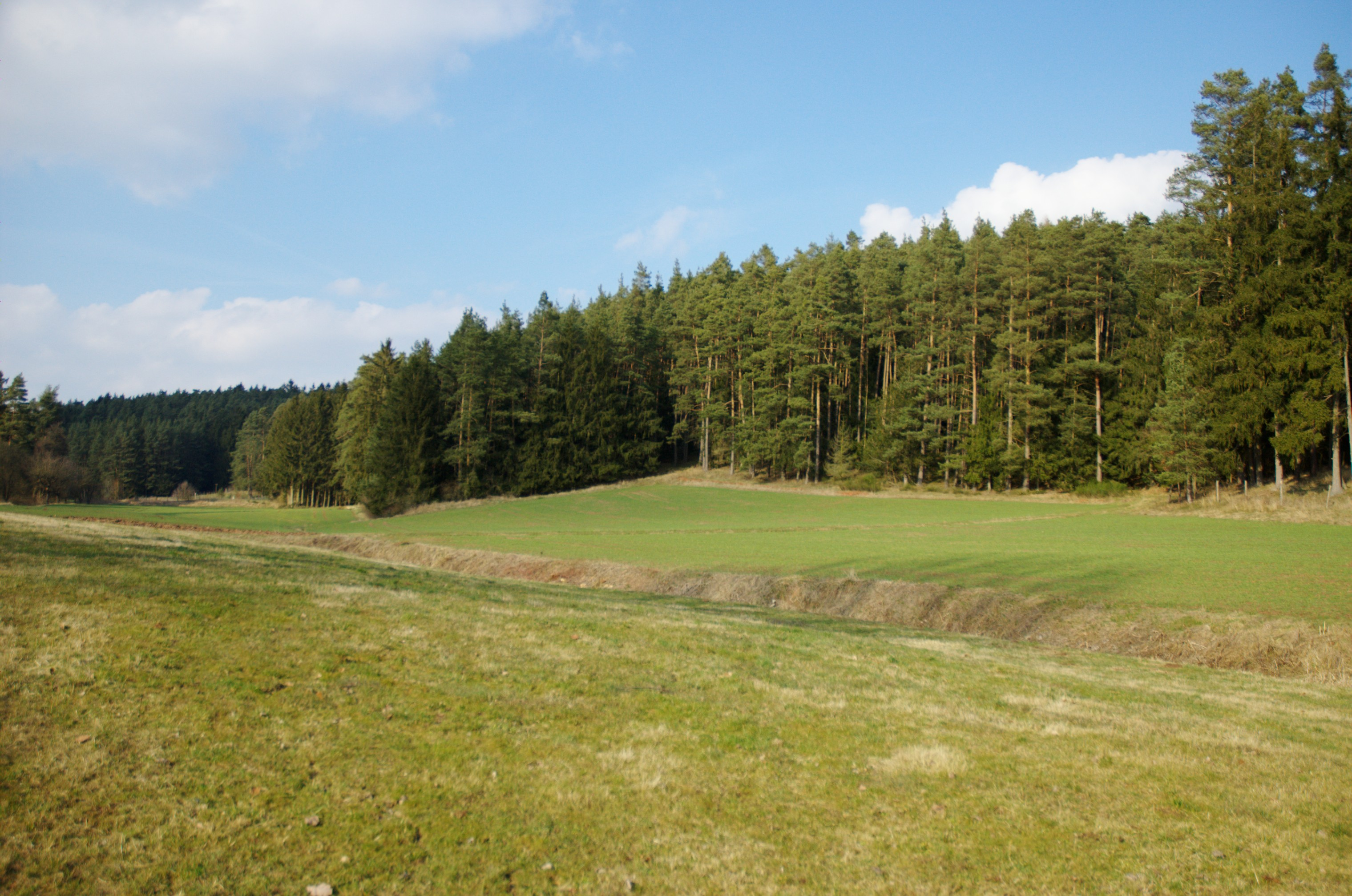
Wald
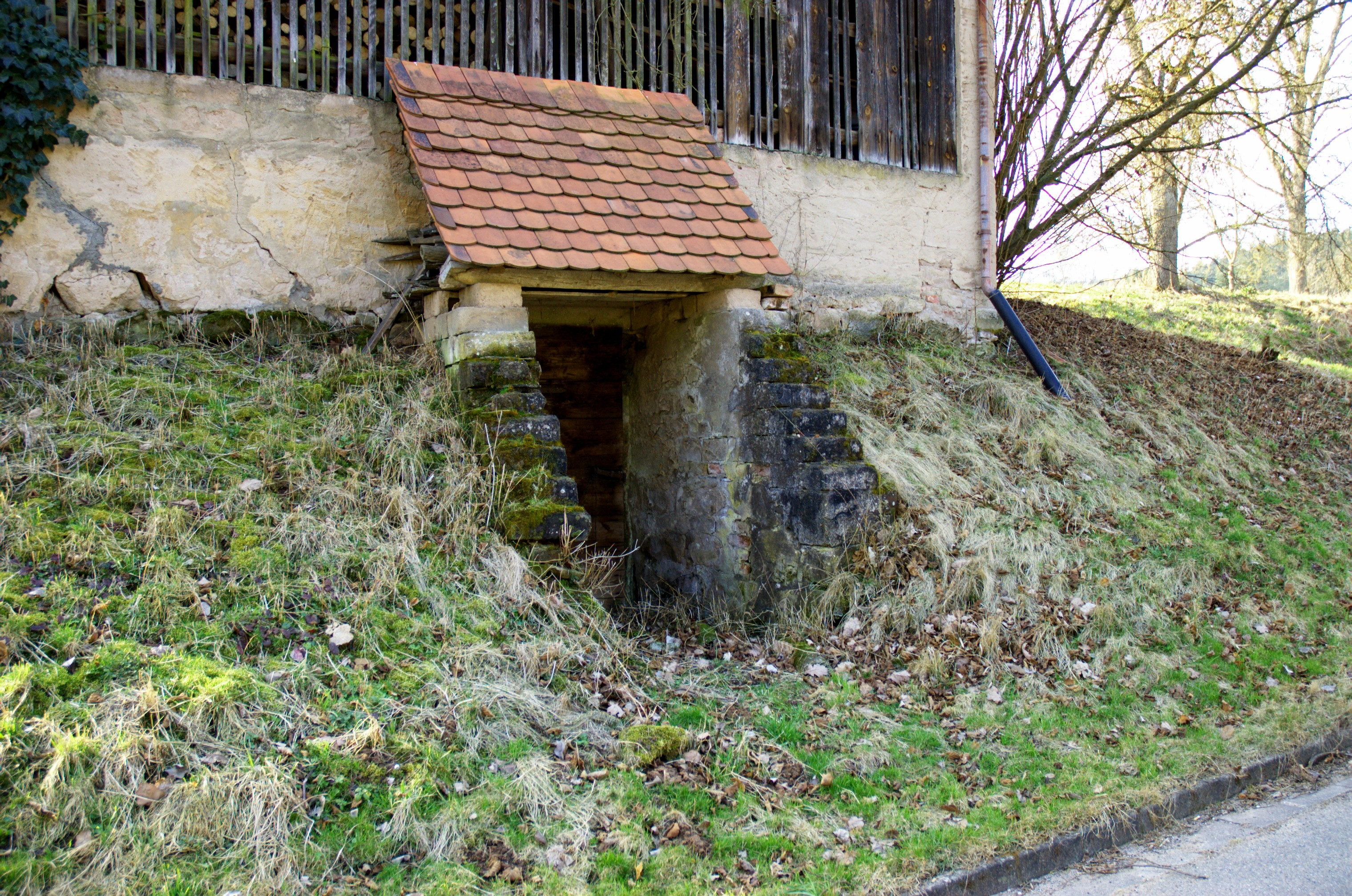
Keller